# جورج موس
جورج موس (بالإنجليزية: George Moss) (من مواليد 23 سبتمبر 1982) هو مغن، ومنتج، وممثل، ومذيع في إذاعة أميركي.

## روابط خارجية
- جورج موس على موقع ميوزك برينز (الإنجليزية)